# Citroën GS

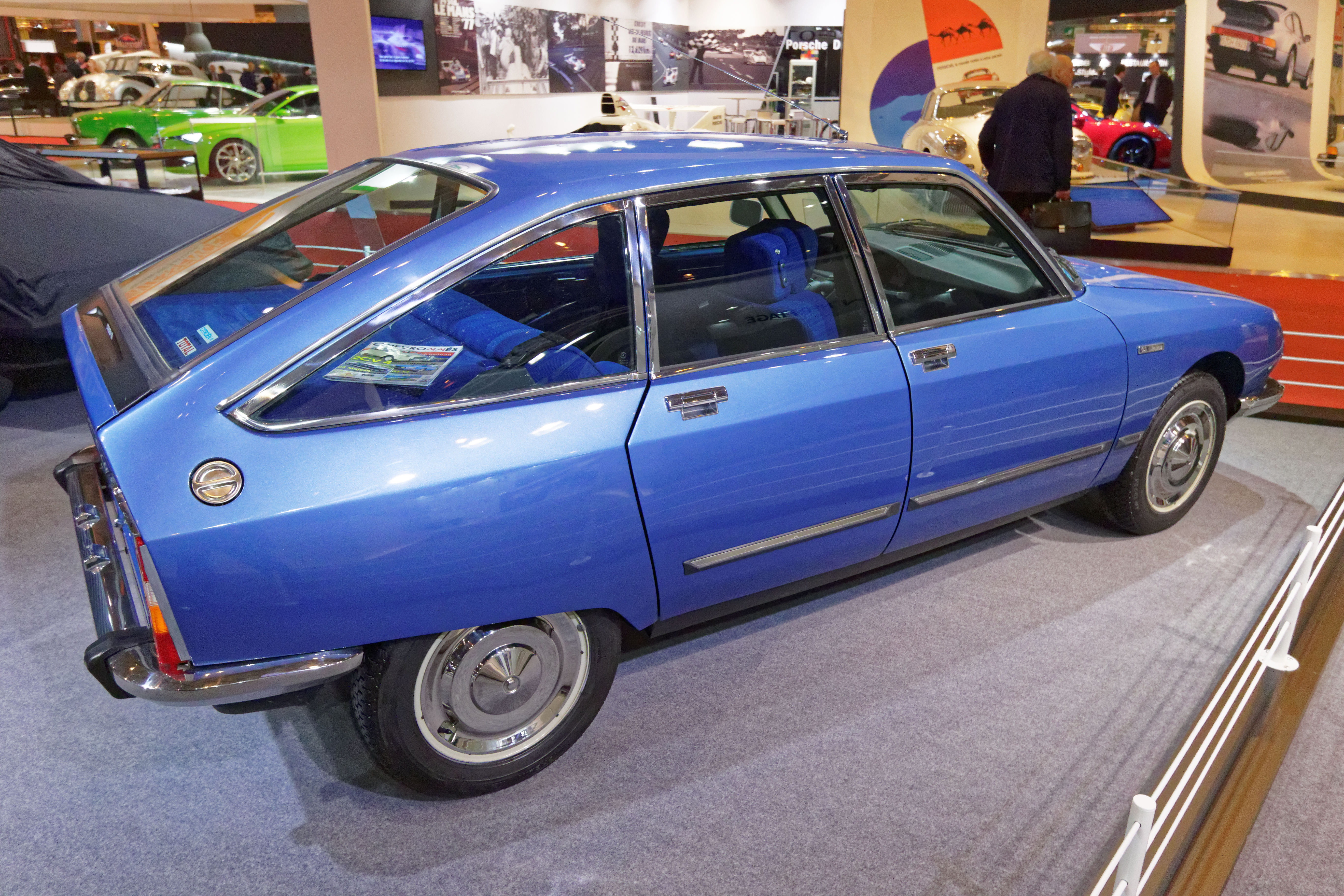
Citroën GS Pallas

De Citroën GS/GSA is een Franse auto die door Citroën werd gebouwd van 1970 tot 1986. Er werden 2,5 miljoen GS(A)'s geproduceerd. De GS werd in 1971 tot Europese Auto van het Jaar verkozen.
De aanvankelijke vorm was een berline (met drie zijruiten). Een breakuitvoering kwam vanaf 1971 op de markt. In 1972 werd een bestelwagenversie zonder achter zijruiten van de GS geïntroduceerd. In 1979 werd de GS gerestyled met een hatchback en plastic bumpers en sindsdien als GSA op de markt gebracht. De opvolger van de GSA is de Citroën BX.

## Kenmerken
Het voertuig heeft vloeiende lijnen en werd uitgerust met voorwielaandrijving, schijfremmen rondom en een luchtgekoelde motor. Zijn centraal hydraulisch systeem werd afgeleid van de Citroën DS. De motoren waren 1015, 1129, 1220, en 1299 cm³ viercilinder boxermotoren, die 55 tot 65 pk DIN produceerden, plus een Wankelmotor die door Comotor op de versie Birotor (1974-1975) van Citroën werd geproduceerd. Door de stroomlijnvorm wist de wagen toch relatief hoge snelheden te behalen, ondanks de relatief lage vermogens.
De GS-modellen hebben een gewone kofferbak met kleine klep, hoewel de vorm anders doet vermoeden. Doordat een gedeelte van de achterbumper op de kofferklep gemonteerd zit, ontstaat een relatief lage tildrempel. Met de GSA werd er een vijfde deur in de auto geïntroduceerd wat de laadmogelijkheden van de wagen behoorlijk groter maakte. De tildrempel werd daardoor wel wat hoger, omdat door het ontbreken van een vaste hoedenplank de stijfheid op een andere manier terug moest worden verkregen.

## Ontwikkeling
In de eerste bouwjaren zijn er talrijke technische wijzigingen doorgevoerd. Dit heeft als gevolg dat veel onderdelen van de oudste modellen niet uitwisselbaar zijn met latere versies. Wijzigingen aan de motor omvatten onder andere een aanpassing in de voorverwarming van de carburateur. Tot 1972 gebeurde dat via de oliestroom, waarbij de carburateur werd opgewarmd via de warme motorolie. Omdat de voorverwarming lang duurde, werd dat in het vervolg gedaan via een aftap op de uitlaat, waardoor de verwarming plaats had via hete uitlaatgassen. Verdere aanpassingen betroffen de remmen, wielophanging en wijzigingen aan diverse lagermaten. 
In 1979 kwam een facelift op de markt on de naam GSA, de achterklep werd groter zodat de berline een hatchback werd. Ook werd de GSA leverbaar met een vijfversnellingsbak. Andere comfortverhogende zaken, zoals elektrische ramen, centrale deurvergrendeling en stuurbekrachtiging zijn op de GS(A) nooit leverbaar geweest.

## Trivia
- In het Frans spreekt men de naam uit als géesse, wat reuzin betekent.
- In het Yoko Tsunoverhaal De Vliegende Spin uit het album Avonturen met elektronika kwam een Citroën GS voor.